# Ślepowola
Ślepowola [pronunciación en polaco: /ɕlɛpɔˈvɔla/] es un pueblo ubicado en el distrito administrativo de Gmina Mogielnica, dentro del condado de Grójec, Voivodato de Mazovia, en el centro-este de Polonia. Se encuentra a unos 4 kilómetros al suroeste de Mogielnica, a 25 kilómetros al suroeste de Grójec, y a 65 kilómetros al sur de Varsovia.